# مورتون بيرغر
مورتون بيرغر (بالإنجليزية: Morton Berger)‏ هو أستاذ مدرسة أمريكي، ولد في 2 يوليو 1951.